# Бородаев, Тихон Иванович

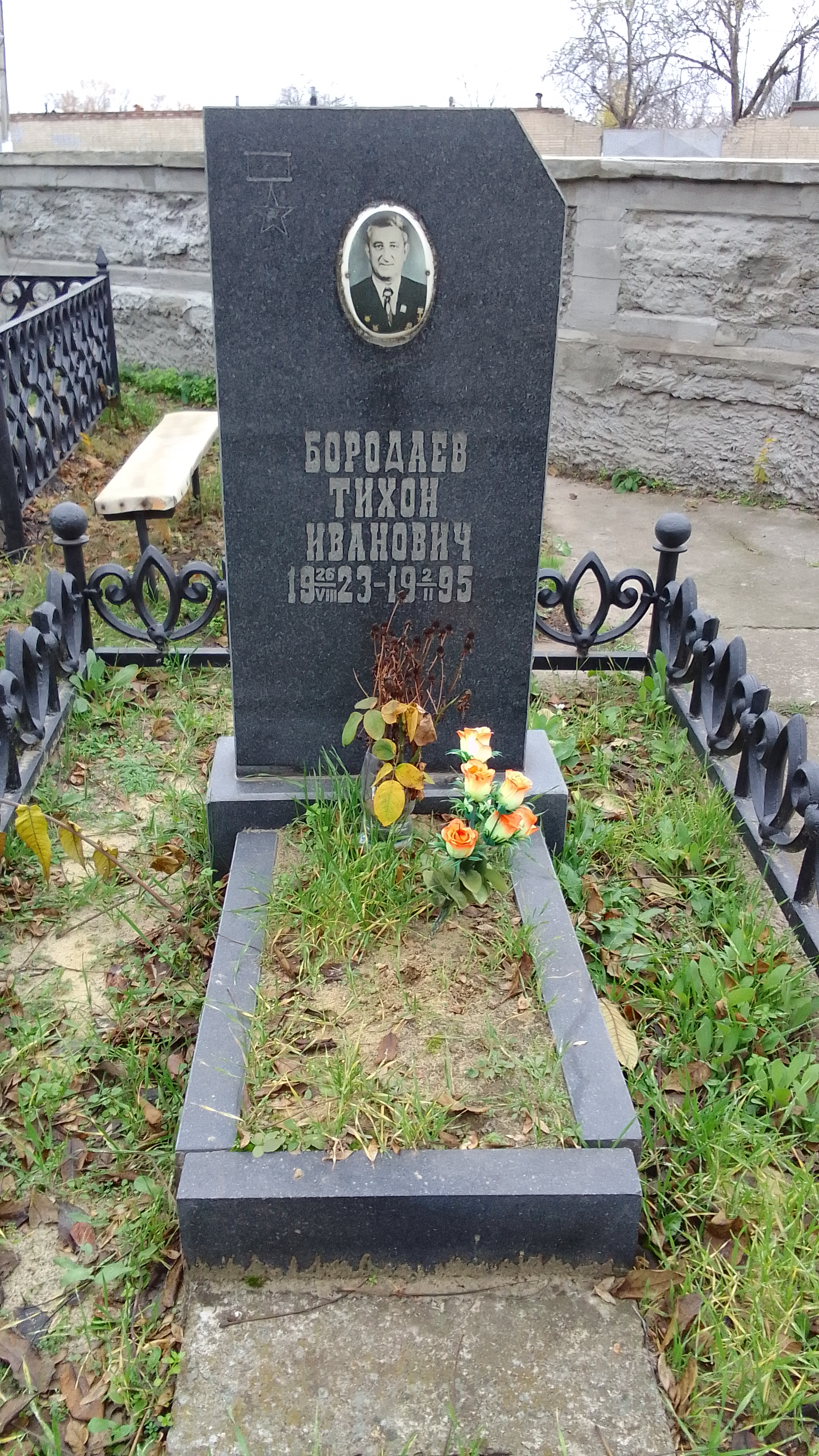
Памятник на могиле Героя Социалистического труда Бородаева Тихона Ивановича

Ти́хон Ива́нович Борода́ев (1923—1995) — советский работник промышленности, Герой Социалистического Труда (1966).

## Биография
Родился в 1923 году на хуторе Хотунок станицы Красюковской Черкасского уезда Донской области (ныне микрорайон города Новочеркасска Ростовской области). В шестнадцать лет поступил работать на Новочеркасский электровозостроительный завод.
Участвовал в Великой Отечественной войне. В 1946 году вернулся на завод, работал старшим мастером.
Окончил Новочеркасский механико-технологический техникум имени А. Д. Цюрупы.
Избирался депутатом Верховного Совета РСФСР VI созыва (1963—1967).
Умер 2 февраля 1995 года, похоронен на Городском кладбище Новочеркасска.

## Награды
- За многолетний труд и выдающиеся успехи в выполнении 7-летнего плана 8 августа 1966 года присвоено звание Героя Социалистического Труда.
- За отличные показатели в работе Бородаеву было присвоено звание лучшего разметчика завода.
- Награждён орденом Ленина, Отечественной войны I степени, двумя орденами Красной Звезды, орденом «Знак Почёта» и многочисленными медалями.